# Wu Di
Dit is een Chinese naam; de familienaam is Wu.
Wu Di (Wuhan, 14 september 1991) is een Chinese tennisspeler. Hij heeft nog geen ATP-toernooi gewonnen. Wel deed hij al mee aan een grandslamtoernooi. Hij heeft één challenger in het enkelspel en drie challengers in het dubbelspel op zijn naam staan.

## Palmares

### Enkelspel
| Nr.                          | Datum           | Toernooi | Ondergrond | Tegenstander in finale | Score         |
| ---------------------------- | --------------- | -------- | ---------- | ---------------------- | ------------- |
| Gewonnen finales challengers |                 |          |            |                        |               |
| 1.                           | 31 januari 2016 | Maui     | Hardcourt  | Kyle Edmund            | 4-6, 6-3, 6-4 |

### Mannendubbelspel
| Nr.                              | Datum             | Toernooi | Ondergrond | Partner       | Tegenstanders in finale            | Score     |
| -------------------------------- | ----------------- | -------- | ---------- | ------------- | ---------------------------------- | --------- |
| Gewonnen challengers herendubbel |                   |          |            |               |                                    |           |
| 1.                               | 3 mei 2015        | An-Ning  | Gravel     | Bai Yan       | Karunuday Singh Andrew Whittington | 6-3, 6-4  |
| 2.                               | 13 september 2015 | Shanghai | Hardcourt  | Chu-Huan Yi   | Thomas Fabbiano Luca Vanni         | 6-3, 7-5  |
| 3.                               | 17 september 2016 | Nanchang | Hardcourt  | Zhang Zhizhen | Nicolás Barrientos Ruben Gonzales  | 7-64, 6-3 |

## Resultaten grote toernooien
| Legenda | Legenda                          |
| ------- | -------------------------------- |
| g.t.    | geen toernooi gehouden           |
| l.c.    | lagere categorie                 |
| –       | niet deelgenomen                 |
| G       | uitgeschakeld in de groepsfase   |
| 1R      | uitgeschakeld in de eerste ronde |
| 2R      | uitgeschakeld in de tweede ronde |
| 3R      | uitgeschakeld in de derde ronde  |
| 4R      | uitgeschakeld in de vierde ronde |
| KF      | uitgeschakeld in de kwartfinale  |
| HF      | uitgeschakeld in de halve finale |
| F       | de finale verloren               |
| W       | het toernooi gewonnen            |
| w-v     | winst/verlies-balans             |

### Enkelspel
| Grandslamtoernooien   |      |     |      |      |      |     |      |        |
| Australian Open       | –    | –   | 1R   | 1R   | –    | 1R  | –    | 0-3    |
| Roland Garros         | –    | –   | –    | –    | –    | –   | –    | 0-0    |
| Wimbledon             | –    | –   | –    | –    | –    | –   | –    | 0-0    |
| US Open               | –    | –   | –    | –    | –    | –   | –    | 0-0    |
| Winst-verlies         | 0–0  | 0–0 | 0-1  | 0-1  | 0–0  | 0–1 | 0-3  |        |
| ATP World Tour Finals |      |     |      |      |      |     |      |        |
| ATP World Tour Finals | –    | –   | –    | –    | –    | –   | –    | 0-0    |
| ATP Masters 1000      |      |     |      |      |      |     |      |        |
| Indian Wells          | –    | –   | –    | –    | –    | –   | –    | 0-0    |
| Miami                 | –    | –   | –    | –    | –    | –   | –    | 0-0    |
| Monte Carlo           | –    | –   | –    | –    | –    | –   | –    | 0–0    |
| Rome                  | –    | –   | –    | –    | –    | –   | –    | 0-0    |
| Madrid                | –    | –   | –    | –    | –    | –   | –    | 0-0    |
| Montreal/Toronto      | –    | –   | –    | –    | –    | –   | –    | 0–0    |
| Cincinnati            | –    | –   | –    | –    | –    | –   | –    | 0-0    |
| Shanghai              | 1R   | 1R  | 1R   | 1R   | 1R   | 2R  | 2R   | 2–7    |
| Parijs                | –    | –   | –    | –    | –    | –   | –    | 0-0    |
| Olympische Spelen     |      |     |      |      |      |     |      |        |
| Olympische Spelen     | g.t. | –   | g.t. | g.t. | g.t. | –   | g.t. | 0-0    |
| Statistieken          |      |     |      |      |      |     |      |        |
| Totaal aantal titels  | 0    | 0   | 0    | 0    | 0    | 0   | 0    | 0      |
| Totaal winst-verlies  | 1-4  | 2-4 | 3-4  | 4-2  | 2-3  | 4-5 | 1-5  | 20-32  |
| Eindejaarsranking     | 409  | 183 | 205  | 290  | 237  | 159 | 242  | n.v.t. |

### Mannendubbelspel
| Grandslamtoernooien   |      |      |      |     |      |      |        |
| Australian Open       | –    | –    | –    | –   | –    | –    | 0-0    |
| Roland Garros         | –    | –    | –    | –   | –    | –    | 0-0    |
| Wimbledon             | –    | –    | –    | –   | –    | –    | 0-0    |
| US Open               | –    | –    | –    | –   | –    | –    | 0-0    |
| Winst-verlies         | 0–0  | 0–0  | 0–0  | 0–0 | 0–0  | 0–0  | 0-0    |
| ATP World Tour Finals |      |      |      |     |      |      |        |
| ATP World Tour Finals | –    | –    | –    | –   | –    | –    | 0-0    |
| ATP Masters 1000      |      |      |      |     |      |      |        |
| Indian Wells          | –    | –    | –    | –   | –    | –    | 0-0    |
| Miami                 | –    | –    | –    | –   | –    | –    | 0-0    |
| Monte Carlo           | –    | –    | –    | –   | –    | –    | 0–0    |
| Rome                  | –    | –    | –    | –   | –    | –    | 0-0    |
| Madrid                | –    | –    | –    | –   | –    | –    | 0-0    |
| Montreal/Toronto      | –    | –    | –    | –   | –    | –    | 0–0    |
| Cincinnati            | –    | –    | –    | –   | –    | –    | 0-0    |
| Shanghai              | 1R   | 1R   | 1R   | 1R  | 2R   | 1R   | 1–6    |
| Parijs                | –    | –    | –    | –   | –    | –    | 0-0    |
| Olympische Spelen     |      |      |      |     |      |      |        |
| Olympische Spelen     | g.t. | g.t. | g.t. | –   | g.t. | g.t. | 0-0    |
| Statistieken          |      |      |      |     |      |      |        |
| Totaal aantal titels  | 0    | 0    | 0    | 0   | 0    | 0    | 0      |
| Totaal winst-verlies  | 0-1  | 0-1  | 0-2  | 0-2 | 2-2  | 1-2  | 3-11   |
| Eindejaarsranking     | 814  | 440  | 362  | 256 | 191  | 244  | n.v.t. |